# Phạm Xuân Nguyên
Phạm Xuân Nguyên (Bút danh khác: Ngân Xuyên, sinh ngày 15 tháng 5 năm 1958 tại thị xã Hà Tĩnh, tỉnh Hà Tĩnh) là nhà phê bình văn học theo lối báo chí tại Việt Nam, cổ vũ các xu hướng văn chương cách tân, nguyên Trưởng phòng văn học so sánh Viện Văn học, nguyên Chủ tịch Hội Nhà văn Hà Nội.

## Thân thế
- Từ 1975 đến 1978 Phạm Xuân Nguyên học khoa Ngữ Văn, Đại học Tổng hợp Hà Nội.
- Trong giai đoạn 1978 đến 1980 ông đi nghĩa vụ quân sự.
- Từ 1982 đến 1983 phục viên trở về Phạm Xuân Nguyên tiếp tục theo học Đại học Tổng hợp Hà Nội.
- Từ 1984 đến 2018 ông về công tác tại Viện Văn học thuộc Viện Hàn lâm Khoa học xã hội Việt Nam. Chức vụ trước khi nghỉ hưu lần lượt là Trưởng phòng văn học so sánh (2006-2018), Trưởng phòng văn học nước ngoài (đầu năm 2018). Tháng 5 năm 2018 ông nghỉ hưu theo chế độ.
- Từ tháng 12 năm 2010 ông đảm nhiệm chức vụ Chủ tịch Hội Nhà văn Hà Nội nhưng đến ngày 13 tháng 6 năm 2017 thì tuyên bố từ chức.

## Hoạt động
Phạm Xuân Nguyên là nhà phê bình văn học trên báo chí, thường xuyên viết các bài viết về những nhà văn, nhà thơ đương đại. Ông làm việc tại Viện Văn học Việt Nam, sau đó trở thành Chủ tịch Hội Nhà văn Hà Nội từ năm 2010. Ông dịch nhiều sách với bút danh Ngân Xuyên.
Năm 2011, Phạm Xuân Nguyên được Hội Liên hiệp Văn học Nghệ thuật Hà Nội giới thiệu tham gia ứng cử đại biểu Quốc hội, nhưng thất bại, sau chuyển sang cơ cấu làm việc tại Hội đồng Nhân dân thành phố Hà Nội. Trong cương lĩnh của mình, ông khẳng định: "Tôi sẽ đề đạt với hội đồng nhân dân và lãnh đạo thành phố quan tâm hơn nữa đến việc tạo các điều kiện vật chất và tinh thần cho giới văn học thủ đô sáng tạo những tác phẩm xứng đáng với bề dày truyền thống và tầm vóc của Thăng Long – Hà Nội trong quá khứ và hiện nay".
Phạm Xuân Nguyên ủng hộ quan điểm đa nguyên, ủng hộ Phong Lê và Nguyễn Huệ Chi, đòi tự do trong sáng tác văn học. Ông thường xuyên ký tên trong các văn bản như Phản đối Dự án Bauxite Tây Nguyên, Vận động thành lập Diễn đàn Xã hội Dân sự, Vận động thành lập Văn đoàn độc lập. Phạm Xuân Nguyên còn tham gia các hoạt động biểu tình trên đường phố với danh nghĩa chống Trung Quốc.
Ông cũng là một người dẫn chương trình (MC) thường xuyên trong các sự kiện liên quan đến văn học nghệ thuật.

## Tác phẩm

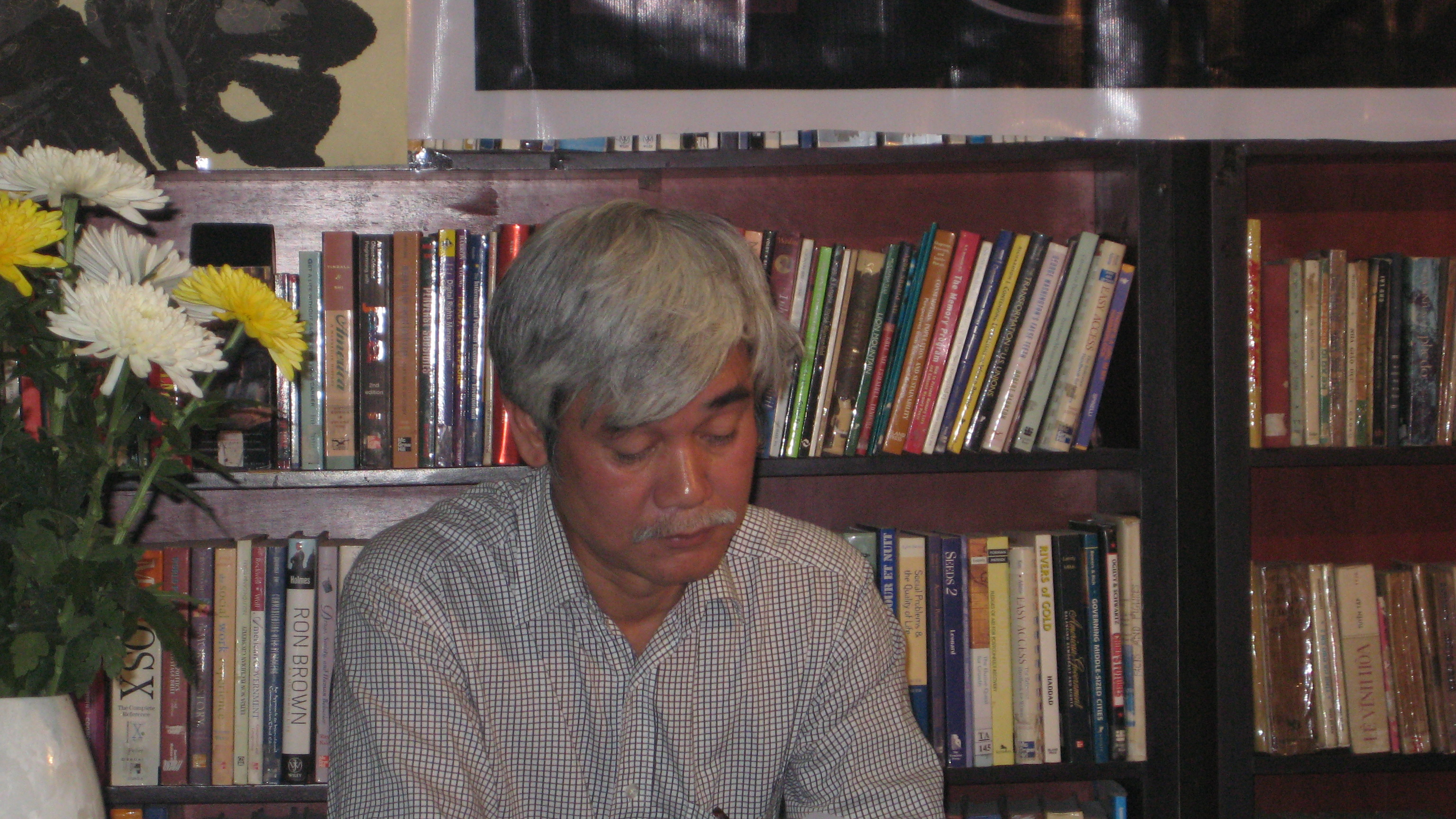
Nhà phê bình Phạm Xuân Nguyên tháng 12 năm 2008

### Dịch phẩm
1. Sự bất tử (Milan Kundera) – Bút danh Ngân Xuyên, 1996[6].
2. Văn học và cái ác (Georges Battaille) – Bút danh Ngân Xuyên, 2013 [7].

### Tiểu luận phê bình
1. Nhà văn như Thị Nở, 2014[8].
2. Khát vọng thành thực, 2017[9].